# 汽车仪表盘指示灯
汽车仪表盘指示灯是當汽車某一系统出現故障時汽车仪表板上顯示的燈光。不同的系統出現故障後，顯示的燈光圖案也不一樣，目的是告知駕駛員汽車上出現故障的位置。